# The Mimic
Pour les articles homonymes, voir Mimic.
Pour plus de détails, voir Fiche technique et Distribution.
The Mimic (hangeul : 장산범 ; RR : Jangsanbeom) est un thriller horrifique sud-coréen écrit et réalisé par Huh Jung, sorti en 2017.
Il totalise plus d'un million d'entrées au box-office sud-coréen de 2017.

## Synopsis
Le fils de Hee-yeon et Min-ho a disparu un jour sans laisser de traces. Ils déménagent à la campagne avec leur fille Joon-hee et la mère de Min-ho qui a des pertes de mémoires. Hee-yeon décide de recueillir une petite fille qu'elle découvre près du mont Jang, une montagne mystérieuse où semble vivre une créature étrange connue sous le nom de Jangsanbum qui imite la voix humaine et attire les enfants pour les manger.

## Fiche technique
- Titre original : 장산범
- Titre international et français : The Mimic
- Réalisation et scénario : Huh Jung
- Photographie : Kim Il-yeon
- Musique : Kim Hong-jib
- Production : Kim Eui-seong
- Société de production : Studio Dream Capture
- Société de distribution : Next Entertainment World
- Pays d’origine :  Corée du Sud
- Langue originale : coréen
- Format : couleur
- Genre : thriller horrifique
- Durée : 100 minutes
- Dates de sortie :
  - Corée du Sud : 17 août 2017
  - France : 15 mars 2018 (Netflix)

## Distribution
- Yeom Jeong-a : Hee-yeon
- Park Hyuk-kwon (en) : Min-ho
- Heo Jin : Soon-ja, le mère de Min-ho
- Bang Yoo-seol : Joon-hee, la fille de Hee-yeon et Min-ho
- Shin Rin-ah : la petite fille
- Lee Jun-hyeok (en) : le shaman
- Gil Hae-yeon (en) : Kim Moo-nyeo, la femme aveugle
- Lee Yool : l'inspecteur Kim
- Lee Ju-won : Jeong-soo

## Accueil
Sortie
Le film sort dans les salles sud-coréennes le 17 août 2017,,.
Selon le distributeur Next Entertainment World, le film est vendu dans 122 pays, dont l'Amérique du Sud, l'Amérique du Nord, la Malaisie, l'Espagne, la France, l'Allemagne, l'Italie, avant sa sortie locale.

## Distinctions
Nominations
- The Seoul Awards 2017 : Meilleur acteur en second rôle pour Park Hyuk-kwon
- Grand Bell Awards 2017 : Meilleure actrice pour Yeom Jeong-a
- Blue Dragon Film Awards 2017 :
  - Meilleure actrice pour Yeom Jeong-a
  - Meilleurs techniques pour Kim Seok-won et Moon Cheol-woo (effets spéciaux)